# Pierwsza Republika Hiszpańska
Pierwsza Republika Hiszpańska (hiszp. Primera República Española) – demokratyczne państwo istniejące między 11 lutego 1873 a 29 grudnia 1874 roku na terenie Hiszpanii. Proklamowanie Republiki przez Kortezy nastąpiło po abdykacji króla Amadeusza Sabaudzkiego, zaś jej koniec przyniosło obwołanie królem Alfonsa XII przez generała Arsenio Martínez Campos.
Ten pierwszy, niespełna dwuletni, okres funkcjonowania ustroju republikańskiego w Hiszpanii charakteryzował się brakiem stabilizacji politycznej i społecznej. Republiką przez 11 miesięcy rządziło aż czterech różnych prezydentów. Zamach stanu dokonany 3 lutego 1874 roku zakończył właściwy okres republikanizmu; prezydentem został generał Francisco Serrano.
Republika musiała stawić czoła trzem toczącym się jednocześnie wojnom domowym: trzeciej wojnie karlistowskiej, Powstaniu Kantonalistów na Półwyspie Iberyjskim i Wojnie Dziesięcioletniej na Kubie. Czynnikami utrudniającymi konsolidację władzy w tym okresie był również brak zdeklarowanych republikanów (a co za tym idzie – szerokiego poparcia społecznego) oraz wyraźny podział republikanów na stronników federacji i zwolenników państwa jednolitego.

## Proklamowanie Pierwszej Republiki
Król Amadeusz I zrezygnował z korony 11 lutego 1873 roku ze względu na liczne problemy, jakim musiał stawić czoła podczas swojego krótkiego panowania: wybuch trzeciej wojny karlistowskiej, wojnę dziesięcioletnią na Kubie, opozycję zwolenników restauracji Burbonów, powstania republikańskie i podział wśród swoich własnych zwolenników.
Kongres Deputowanych, przy udziale Senatu, obradując w oczekiwaniu na komunikat króla, przekształcił się w Zgromadzenie Narodowe. W Zgromadzeniu zdecydowaną większość mieli przedstawiciele partii monarchistycznych, które do tej pory rządziły niejako na zmianę: Manuel Ruiz Zorrilla na czele Partii Radykalnej i Práxedes Mateo Sagasta szefujący Partii Konstytucyjnej. Nieliczną grupę stanowili republikanie, podzieleni dodatkowo na federalistów i unitarystów. W dyskusji głos zabrał deputowany republikański, federalista Francisco Pi y Margall, który zaproponował proklamowanie republiki. Argumentował, że choć jest zdeklarowanym federalistą, to jednak nie chce narzucać w tym momencie formy republiki federalnej, gdyż oczekuje, że uczynią to nowo wybrane Kortezy Ustawodawcze; zapewnił jednocześnie, że zarówno on, jak i jego towarzysze uszanują odmienną, lecz podjętą demokratycznie decyzję. Deputowany Emilio Castelar odpowiedział:

Panowie, wraz z Ferdynandem VII umarła monarchia tradycyjna; w chwili ucieczki Izabeli II – monarchia parlamentarna; abdykacja Amadeusza Sabaudzkiego przynosi kres monarchii demokratycznej; nikt jej nie zabił, zmarła sama; nikt nie przynosi republiki – przynoszą ją wszystkie okoliczności, przynosi ją sprzysiężenie społeczeństwa, natury i historii. Panowie, powitajmy ją tak, jak słońce, które z własnych sił wstaje na niebie naszej ojczyzny.

Po wystąpieniu Castelara, pośród aplauzu, proklamowano Republikę Hiszpańską. Monarchiści byli tak zrezygnowani, że wniosek przeszedł większością 258 głosów za przy zaledwie 32 głosach przeciw.

Zgromadzenie Narodowe jednocząc w sobie władze ogłasza Republikę jako formę rządów w Hiszpanii, Kortezom Ustawodawczym pozostawiając decyzję, co do organizacji modelu rządu. Wybrany zostanie w głosowaniu bezpośrednim Kortezów przedstawiciel władzy wykonawczej, który będzie odwoływalny i odpowiedzialny przed samymi Kortezami.

Podczas tej samej sesji wybrano pierwszy rząd republikański. Federalista Estanislao Figueras został wybrany Przewodniczącym Władzy Wykonawczej, szefem rządu i głową państwa. Nie został Prezydentem Republiki, gdyż Konstytucja, która tworzyła to stanowisko nigdy nie została uchwalona. W swym exposé powiedział, że proklamowanie Republiki jest jak tęcza pokoju i zgody wszystkich Hiszpanów dobrej woli.
Proklamowanie Republiki zszokowało opinię publiczną. Było to tym bardziej szokujące, że deputowanych wybrano ledwie kilka miesięcy wcześniej i republikanie byli w zdecydowanej mniejszości. Manuel Ruiz Zorrilla powiedział:

Protestuję i będę protestował, choćbym został sam, przeciwko tym deputowanym, którzy przyszedłszy do Kortezów jako zwolennicy monarchii konstytucyjnej, czują się upoważnieni do podejmowania decyzji, która z dnia na dzień może sprawić, że naród z monarchistycznego stanie się republikański.

Wielu było takich, którzy ze względu na niemożliwość powrotu Izabeli II i młody wiek przyszłego króla Alfonsa XII uważali Republikę za rozwiązanie jedyne, a jednocześnie przejściowe ze względu na porażkę, jaka ją niechybnie czeka.

### Pierwszy rząd
Na czele pierwszego rządu republikańskiego w historii Hiszpanii stanął Estanislao Figueras. Gabinet miał poparcie Republikańskiej Partii Federalnej (Partido Republicano Federal) i Partii Postępowej (Partido Progresista), do której należeli czterej ministrowie Amadeusza I: Echegaray, Becerra, Fernández de Córdoba y Berenguer, kierujący resortami odpowiednio Skarbu, Wojny, Marynarki i Rozwoju.
Już na początku stanęli wobec dramatycznej sytuacji finansowej państwa: deficyt wynosił 546 milionów peset, z których 153 wymagały natychmiastowej spłaty, zaś w skarbcu były tylko 32 miliony peset. Korpus Artylerii został rozwiązany w gorącym okresie wojen karlistowskiej i kubańskiej ze względu na brak żołnierzy, uzbrojenia, żywności i pieniędzy. Hiszpania tkwiła w kryzysie pogłębianym dodatkowo kryzysem ogólnoświatowym i brakiem stabilizacji politycznej; panowało wysokie bezrobocie wśród pracowników najemnych i robotników. Organizacje proletariackie organizowały strajki, marsze, demonstracje i okupowały porzucone grunty rolne.
23 lutego 1873 roku świeżo wybrany przewodniczący Zgromadzenia Narodowego, Cristiano Martos z Partii Radykalnej (Partido Radical), podjął próbę zamachu stanu. Guardia Civil zajęła Ministerstwo Administracji i Rządu a Milicja Narodowa – Kongres. Celem zamachu było utworzenie republiki unitarnej. Spowodowało to zastąpienie ministrów Partii Postępowej członkami Republikańskiej Partii Federalnej.
Tego samego dnia podpisano decyzję o likwidacji obowiązkowej służby wojskowej i zastąpieniu jej służbą ochotniczą.
Premier Figueras i jego drugi rząd 9 marca musieli stawić czoło ogłoszeniu Estat Català (Państwa Katalońskiego) w Republice Federalnej Hiszpanii. Sytuację udało się rozwiązać po telegraficznych pertraktacjach z przywódcami katalońskimi.
Uważa się, że Francisco Pi y Margall był najważniejszą postacią rządu, który musiał się mierzyć z tak poważnymi problemami wewnętrznymi jak między innymi Trzecia Wojna Karlistowska, powstania separatystów katalońskich, brak dyscypliny w wojsku i konspiracja monarchistyczna. Rząd ten rozwiązał Zgromadzenie Narodowe i zwołał Kortezy na dzień 1 maja 1873 roku. Jednak już 23 kwietnia Cristino Martos, tym razem z poparciem gubernatora Madrytu podjął kolejna próbę zamachu stanu: batalion milicji zajął pozycje na Paseo del Prado a cztery tysiące żołnierzy-ochotników zebrało się pod Puerta de Alcalá pod pretekstem inspekcji oddziałów. Znający zamiary zamachowców Pi y Margall (ówczesny Minister Administracji i Rządu) zmobilizował oddziały Guardia Civil. Ze swej strony Minister Wojny mianował Baltasara Hidalgo kapitanem generalnym Madrytu, rozkazał brygadierowi Carmonie maszerować z batalionem piechoty i jednostkami artylerii i kawalerii na milicję. Zamach stanu upadł, zanim się na dobre rozpoczął; Rząd rozwiązał Komisję Stałą Kortezów i bataliony, które uczestniczyły w spisku.
Wybory do Kortezów Ustawodawczych odbyły się 10 maja. 343 mandaty zdobyli republikanie federaliści, zaś jedynie 31 miejsc w parlamencie przypadło przedstawicielom innych sił politycznych. Wybory odbyły się w bardzo nietypowych okolicznościach a ich reprezentatywność pozostawia wiele do życzenia – udziału w nich nie wzięli karliści (prowadzący od 1872 roku wojnę), zwolennicy Alfonsa, zwolennicy republiki unitarnej, ani przedstawiciele organizacji robotniczych zrzeszonych w Pierwszej Międzynarodówce. Były to prawdopodobnie najgorsze pod względem frekwencji wybory w historii Hiszpanii: w Katalonii zagłosowało jedynie 25% uprawnionych, a w Madrycie – 28%.

## Republika federalna
1 czerwca 1873 roku otwarto pierwszą sesję Kortezów Ustawodawczych i rozpoczęło się przedstawianie propozycji ustrojowych. 7 czerwca debatowano nad pierwszą z nich, zgłoszoną przez siedmiu deputowanych. Ich projekt brzmiał:

Artykuł jedyny: Formą rządów Narodu hiszpańskiego jest demokratyczna republika federalna.

Przewodniczący Kortezów, zgodnie z regulaminem, zarządził głosowanie nad wnioskiem na dzień następny. 8 czerwca projekt został przyjęty większością 219 głosów poparcia przy zaledwie dwóch głosach sprzeciwu. Tego dnia proklamowano republikę federalną. Z biegiem czasu federaliści proponowali pójść dalej i zastosować model konfederacyjny na wzór szwajcarski, oparty na niepodległych kantonach.
Benito Pérez Galdós, jeden z najwybitniejszych pisarzy hiszpańskich, w ten sposób opisywał klimat parlamentu Pierwszej Republiki:

Posiedzenia Kortezów ustawodawczych mnie przyciągały i większość wieczorów spędzałem na trybunie prasowej, rozbawiony spektaklem niemożliwego do opisania zamieszania, które wywoływali ojcowie Ojczyzny. Niepohamowany indywidualizm, przypływ i odpływ opinii, od najbardziej rozsądnych do najbardziej ekstrawaganckich, zgubna spontaniczności tylu mówców doprowadzały widza do szaleństwa i uniemożliwiały historyczne działania. Dni i noce płynęły, a Kortezy nadal nie zdecydowały, jak powinno się mianować ministrów: czy ministrowie powinni być wybierani pojedynczo głosami poszczególnych deputowanych, czy też byłoby bardziej słusznie upoważnić Figuerasa lub Pi do przedstawienia składu nowego rządu. Przypomniane i wzgardzone zostały wszelkie systemy. To była dziecinna zabawa, która przyprawiła by nas o śmiech, gdyby nie przyprawiała nas o wielką przykrość.

Przewodnicząc posiedzeniu Rady Ministrów, mający już dość jałowych dyskusji Estanislao Figueras wulgarnie krzyknął po katalońsku Był tak zdenerwowany, że 10 czerwca potajemnie zostawił w swoim biurze pismo o dymisji, poszedł na spacer do Parku Retiro (Parque del Retiro) i nic nikomu nie mówiąc wsiadł do pierwszego pociągu odjeżdżającego ze stacji Atocha. Wysiadł dopiero w Paryżu.

### Rząd Francisco Pi
Po odkryciu ucieczki Figuerasa do Francji José de la Iglesia, pułkownik Guardia Civil wtargnął do budynku Kortezów oświadczając deputowanym, że nikt nie opuści budynku zanim nie zostanie wyłoniony nowy Prezydent. 11 czerwca wybrany został federalista Francisco Pi y Margall, który prezentując swój rząd przed Zgromadzeniem Narodowym powiedział, że nie ma programu i nie wie, co ma robić. Pierwszym zadaniem nowego rządu miało być opracowanie konstytucji i przyjęcie szeregu ważnych ustaw społecznych: o podziale gruntów rolnych, odtworzeniu regularnej armii ze służbą obowiązkową, rozdziale Kościoła od państwa, wprowadzeniu zakazu niewolnictwa, o obowiązkowej i darmowej edukacji, ograniczeniu pracy dzieci, utworzeniu mieszanych sądów złożonych z pracodawców i pracowników, o prawie do zakładania związków zawodowych i 8-o godzinnym dniu pracy.
16 czerwca wybrano 25 deputowanych do komisji, która miała przygotować projekt konstytucji, a 28 czerwca Pi y Margall dokonał zmian w składzie swojego gabinetu. Jednak powolne procesy parlamentarnych i niekończące się dyskusje o nowej konstytucji spowodowały, że sprawy nabrały nagłego przyspieszenia. 30 czerwca rada miasta Sewilla uchwaliła przekształcenie się w Republikę Socjalną, a następnego dnia najbardziej bezkompromisowi federaliści odeszli z Kortezów. 9 lipca miasto Alcoy w regionie Walencji, gdzie od dwóch dni dochodziło do zabójstw i konfiskat na poczet strajku generalnego (nazywanego Rewolucją naftową inspirowaną przez lokalnych działaczy hiszpańskiej sekcji pierwszej Międzynarodówki), ogłosiło niepodległość. Był to jednak dopiero początek – wkrótce potem wybuchło powstanie kantonalistów i strajki generalne w całej Hiszpanii; dochodziło do zabójstw oficerów przez żołnierzy i linczów na burmistrzach, które spowodowały śmierć setek osób.

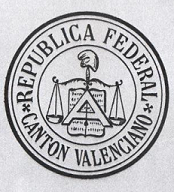
Pieczęć kantonu Walencji

Nie doszło do spodziewanego pojawienia się autonomicznych państw, w ich miejsce powstały niezależne kantony. Zjawisko to nasiliło się głównie w rejonie Lewantu i Andaluzji. Powstawały kantony o rozmiarach prowincji, jak Walencja i Malaga, mniejsze jak Alcoy, Kartagena, Sewilla, Kadyks, Almansa, Torrevieja, Castellón, Grenada, Salamanka, Andújar, Tarifa, Algeciras i Bailén, oraz tak małe, jak miasteczko Camuñas w regionie Kastylia-La Mancha czy Jumilla w regionie Murcji. Temu ostatniemu miasto przypisuje się manifest, który miał mówić:

„Naród Jumilla pragnie żyć w pokoju ze wszystkimi sąsiednimi narodami, a szczególnie z narodem Murcji, swej sąsiadki; ale jeżeliby sąsiedni naród Murcji odważył się podważać jego niepodległość i naruszyć granice, Jumilla będzie się bronić tak, jak bohaterowie Drugiego Maja i zwycięży w pełni gotowa w swej uzasadnionej zemście dotrzeć do Murcji i nie pozostawić w Murcji kamienia na kamieniu.

Nie ma jednak w archiwum miejskim dowodów na istnienie ani kantonu, ani manifestu. Sprawiło to, że wielu historyków wątpi w istnienie kantonu Jumilla i jego manifest, przypisując jego autorstwo propagandzistom antyrepublikańskim.
Najbardziej znanym i aktywnym kantonem był ten proklamowany 12 lipca w Kartagenie. Inspiratorem jego powstania był Antonio Gálvez Arce, zwany Antonete.

Flaga kantonu Cartagena

Pierwszym sukcesem tamtejszych kantonalistów było zajęcie zamku św. Juliana. Wywołało to kuriozalną depeszę tamtejszego kapitana generalnego do Ministra Marynarki:

Zamek św. Juliana wywiesił flagę turecką

Tą flagą Turcji była w rzeczywistości flaga kantonu Kartageny, pierwsza czerwona flaga w historii Hiszpanii. Gálvez Arce płomienną przemową porwał marynarzy zakotwiczonej w porcie eskadry złożonej z najlepszych statków hiszpańskiej Armady, którzy przeszli na jego stronę. Dysponując flotą siał terror na całym wybrzeżu i został dekretem rządu madryckiego uznany za pirata. Na lądzie poprowadził marsz na Madryt, zatrzymany jednak w mieście Chinchilla w prowincji Albacete. Kanton Kartagena bił własną monetę, duro cantonal, i przetrwał sześć miesięcy niepodległości i wojny.
Dwie fregaty: Almansa i Vitoria opuściły port w Kartagenie kierując się w stronę Almerii (w celu wymuszenia okupu) ogłosiły wyruszenie przeciwko obcym siłom. Kiedy Almería odmówiła zapłacenia, miasto zostało zbombardowane i zdobyte przez kantonalistów, którzy sami wymierzyli okup. Dowodzący flotą generał Contreras zażądał oddania mu honorów przy schodzeniu na ląd; nastąpiło to przy dźwiękach Marcha Real. Almansa i Vitoria powtórzyły swój atak w Alicante. Kiedy wracały do Kartageny zostały, jako statki pirackie, zaatakowane przez dwie fregaty pancerne: brytyjską 'HMS Swiftsure i niemiecką SMS Friedrich Karl.
Emilio Castelar wspominał:

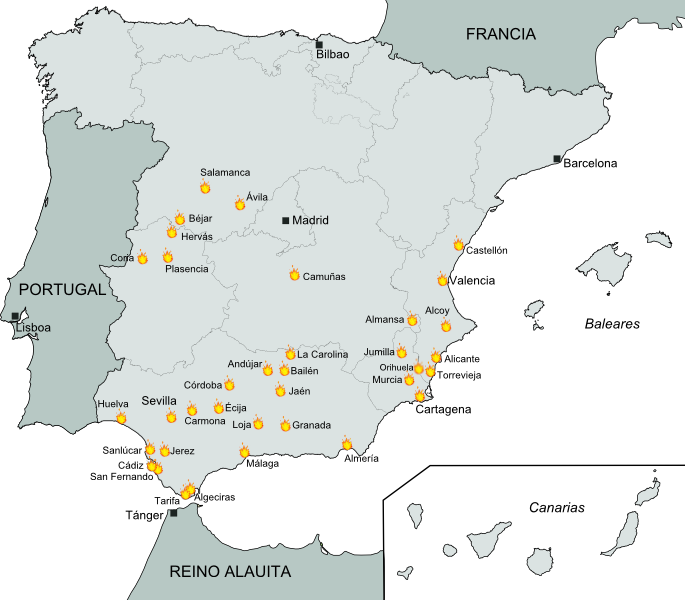
Powstanie Kantonalistów 1873.

Były tamtego lata dni, kiedy nasza Hiszpania wydawała nam się zupełnie rozbita. Pojęcie legalizmu zniknęło w tamtych okolicznościach: dowolny pracownik Ministerstwa Wojny przejmował władzę i ogłaszał to Kortezom a odpowiedzialni za tworzenie i przestrzeganie prawa lekceważyli je buntując się lub wybuchając złością. Nie chodziło, jak to miało miejsce przy innych okazjach, o zastąpienie istniejącego ministerstwa innym ani o zastąpienie jednej formy rządu inną; chodziło o rozbicie naszej Ojczyzny na tysiąc kawałków, po upadku Kalifatu Kordoby. Z prowincji docierały najdziwniejsze idee i najbardziej szalone zasady. Jedni twierdzili, że odtworzą dawną Koronę Aragonii, tak jakby formuły współczesnego prawa były średniowiecznymi zaklęciami. Inni mówili, że utworzą niepodległą Galicję pod protektoratem Anglii. Jaén szykowało się na wojnę z Granadą. Salamanka obawiała się zamknięcia swego słynnego Uniwersytetu i utraty dominującej pozycji w nauce. [...] Powstanie uderzyło w najbardziej federalistyczny rząd z możliwych i to dokładnie w momencie, w którym Zgromadzenie rozpatrywało projekt Konstytucji, której główne wady wynikały z braku czasu w Komisji i nadmiaru niecierpliwości w Rządzie.

Jeszcze poważniejszym problemem była Trzecia Wojna Karlistowska, która za sprawą zwolenników pretendenta Karola toczyła się na całym Półwyspie, szczególnie zaś na północy, w Kraju Basków, Nawarze i Katalonii, prawie całkowicie kontrolowanych przez karlistów. Pretendent ogłosił miasto Estella swoją stolicą i utworzył swój własny rząd, który zaczął nawet bić swoją monetę i dzięki milczącemu poparciu i bezczynności Francji mógł liczyć na pomoc z zagranicy.
Zanim jeszcze Konstytucję Republiki Federalnej poddano głosowaniu w Kortezach, Pi y Margall znajdował się w krytycznej sytuacji. Nie stłumił rebelii, gdyż twierdził – nie bez racji – że powstańcy tylko realizują jego doktrynę, wobec czego postanowił podać się do dymisji po 37 dniach urzędowania, 18 lipca. Swoje rozczarowanie polityką opisał:

Tyle było we władzy goryczy, że nie mogę już jej pożądać. W rządzie zatraciłem mój spokój, moje złudzenia, moje zaufanie do ludzi, które w głębi duszy stanowi podstawę mojego charakteru. Na każdego wdzięcznego człowieka, stu niewdzięczników; na każdego człowieka bezinteresownego i patriotę, setki tych, którzy w polityce szukają wyłącznie zaspokojenia własnych apetytów. Otrzymałem zło w zamian za dobro...

### Projekt Konstytucji Federalnej
Projekt Konstytucji Federalnej Pierwszej Republiki Hiszpańskiej składał się ze 117 artykułów w 17 tytułach
Pierwszy artykuł stanowił:

Naród Hiszpański składa się z Krajów Andaluzji Górnej, Andaluzji Dolnej, Aragonii, Asturii, Balearów, Wysp Kanaryjskich, Kastylii Nowej, Kastylii Starej, Katalonii, Kuby, Estremadury, Galicji, Murcji, Nawarry, Puerto Rico, Walencji, Regionów Baskijskich. Kraje będą mogły zachować aktualny podział na prowincje lub go zmienić, zgodnie z ich potrzebami terytorialnymi.

Kraje te miałyby pełną autonomię ekonomiczno-administracyjną i całą autonomię polityczną możliwą do pogodzenia z istnieniem Narodu (art. 92), oraz zdolność do uchwalenia Konstytucji politycznej (art. 93).
Projekt przewidywał podział władz na tradycyjne: ustawodawczą, wykonawczą i sądowniczą oraz dodatkową – władzę łączną (w osobie Prezydenta Republiki) koordynującą pracę trzech pozostałych.
Władzę ustawodawczą miały sprawować Kortezy Federalne, złożone z Kongresu i Senatu. Wybory do Kongresu miały być proporcjonalne – jeden deputowany na każde 50 tysięcy mieszkańców – i odbywać się co dwa lata. W Senacie miało zasiadać po czterech reprezentantów państw tworzących federację.
Władzę wykonawczą miała tworzyć Rada Ministrów, której Przewodniczącego wybierałby Prezydent Republiki.
Artykuł 40: W organizacji politycznej Narodu wszystkie sprawy jednostkowe należą wyłącznie do kompetencji jednostki; wszystkie sprawy gminne do Gminy; wszystkie sprawy regionalne do Kraju i wszystkie sprawy narodowe do Federacji.
Artykuł 41: Wszystkie władze są wybieralne, usuwalne i odpowiedzialne.
Artykuł 42: Suwerenność należy do wszystkich obywateli i jest wykonywana poprzez reprezentację w organizmach Republiki wybranych w wyborach powszechnych.
Władzę sądowniczą dzierżyć miał Najwyższy Trybunał Federalny. Wejść do niego miało po 3 sędziów z każdego kraju federacji (art. 73), którzy nie mogli być wybierani przez władzę wykonawczą ani ustawodawczą. Wszystkie sądy miały być kolegialne a ławy przysięgłych miały rozstrzygać przy wszystkich rodzajach przestępstw.
Władzę łączną sprawować miał Prezydent Republiki wybierany na 4 lata bez możliwości sprawowania dwóch kolejnych kadencji (art. 81).

### Rząd Nicolasa Salmerón

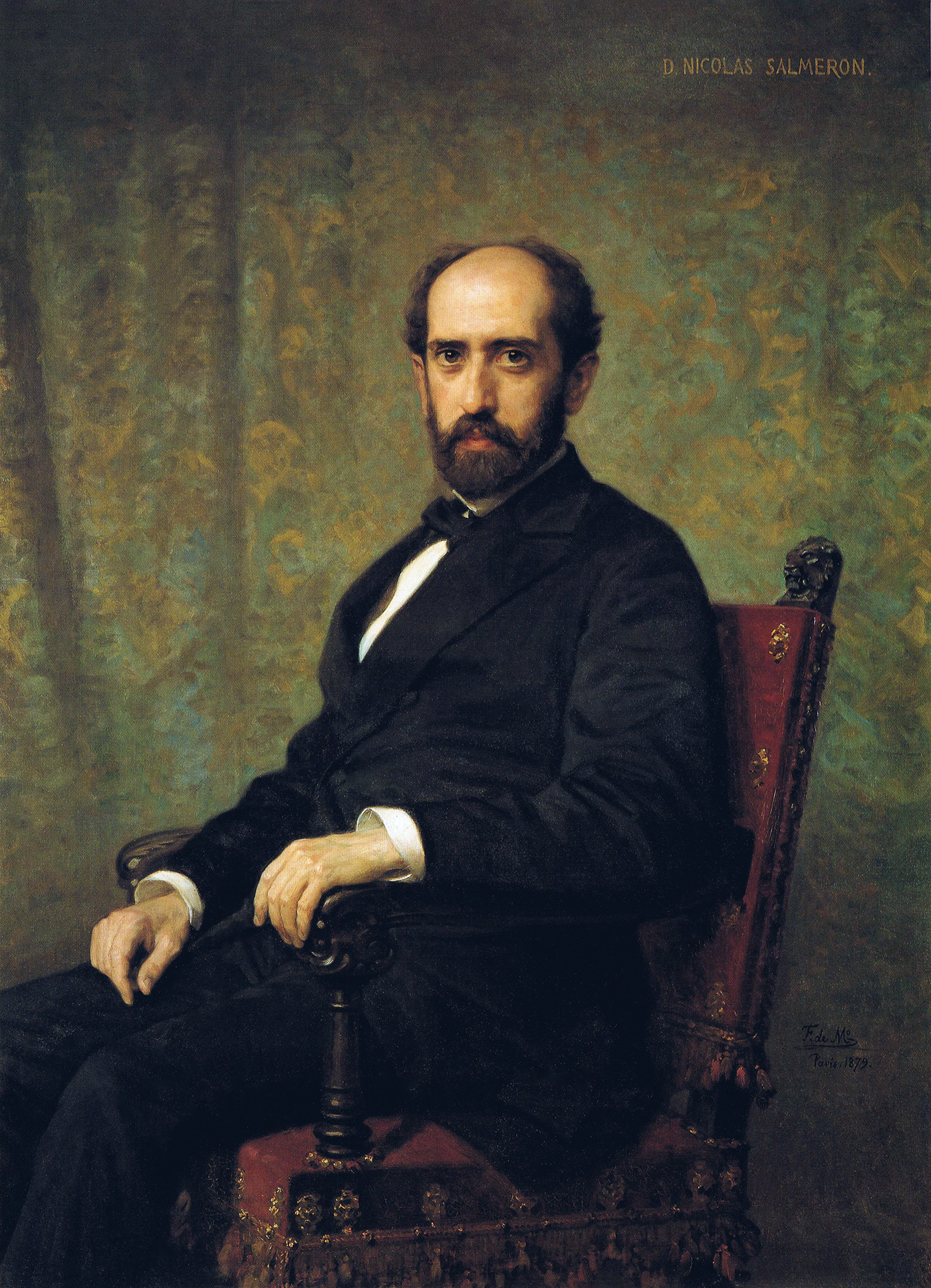
Nicolás Salmerón Alonso

Po rezygnacji Francisco Pi prezydentem wybrany został Nicolás Salmerón. Głosowało na niego 119 deputowanych, przeciw – 93.
Nowy prezydent, umiarkowany republikanin federalista, uważał, że należy dążyć do zgody z grupami umiarkowanymi i konserwatywnymi i kierować się ku ustrojowi republiki federalnej. Salmerón posiadał wybitne umiejętności oratorskie; późniejszy premier Francisco Silvela mówił, że w swoich wystąpieniach używa tylko jednej broni: artylerii.
Już jako Minister Łaski i Sprawiedliwości w rządzie Estanislao Figuerasa przeforsował zawieszenie wykonywania kary śmierci i oddzielenie władzy sądowniczej od politycznej.
Jego mianowanie spowodowało takie nasilenie działalności kantonalistów, że prezydent musiał odwołać się do generałów jawnie przeciwnych Republice Federalnej w celu wysłania do Andaluzji i regionu Walencji ekspedycji wojskowych, które pacyfikowały kolejne kantony, z wyjątkiem Kantonu Kartaginy, który bronił się do 12 stycznia 1874 roku.
Generałowi zażądali zgody i podpisu prezydenta pod licznymi wyrokami śmierci na dezerterów z wojny karlistowskiej, które uważali za konieczne dla utrzymania dyscypliny w wojsku. Salmerón, polityk o silnych poglądach liberalnych, odmówił zgody i – jak mówi inskrypcja na jego pomniku – porzucił władzę ze względu na niepodpisanie wyroku śmierci (abandonó el poder por no firmar una sentencia de muerte). 6 września złożył urząd.

### Rząd Emilio Castelara
Następnego dnia, 7 września 1873 roku, prezydentem wybrany 133 głosami został Emilio Castelar, profesor historii i znany mówca, zwolennik państwa jednolitego. Będąc wcześniej Ministrem Stanu (Spraw Zagranicznych) w rządzie Estanislao Figuerasa popierał i ostatecznie osiągnął wprowadzenie zakazu niewolnictwa w zamorskiej posiadłości Puerto Rico; nie powiodło się to w przypadku Kuby ze względu na wojnę, jaka toczyła się na wyspie.
Ze względu na trudną sytuację polityczną Republiki i eskalację wojny karlistowskiej, Castelar rozpoczął reorganizację wojska oświadczając w Kortezach:

Żeby utrzymać taką formę rządów potrzebuję dużo piechoty, dużo kawalerii, dużo artylerii, dużo Guardii Civil i dużo karabinierów.

Pomimo opozycji federalistów, Kortezy przyznały Castelarowi nadzwyczajne uprawnienia, po czym 20 września zamknięto posiedzenie. Nowy prezydent potwierdził wyroki śmierci, które doprowadziły do rezygnacji jego przeciwnika i przywrócił porządek w państwie.

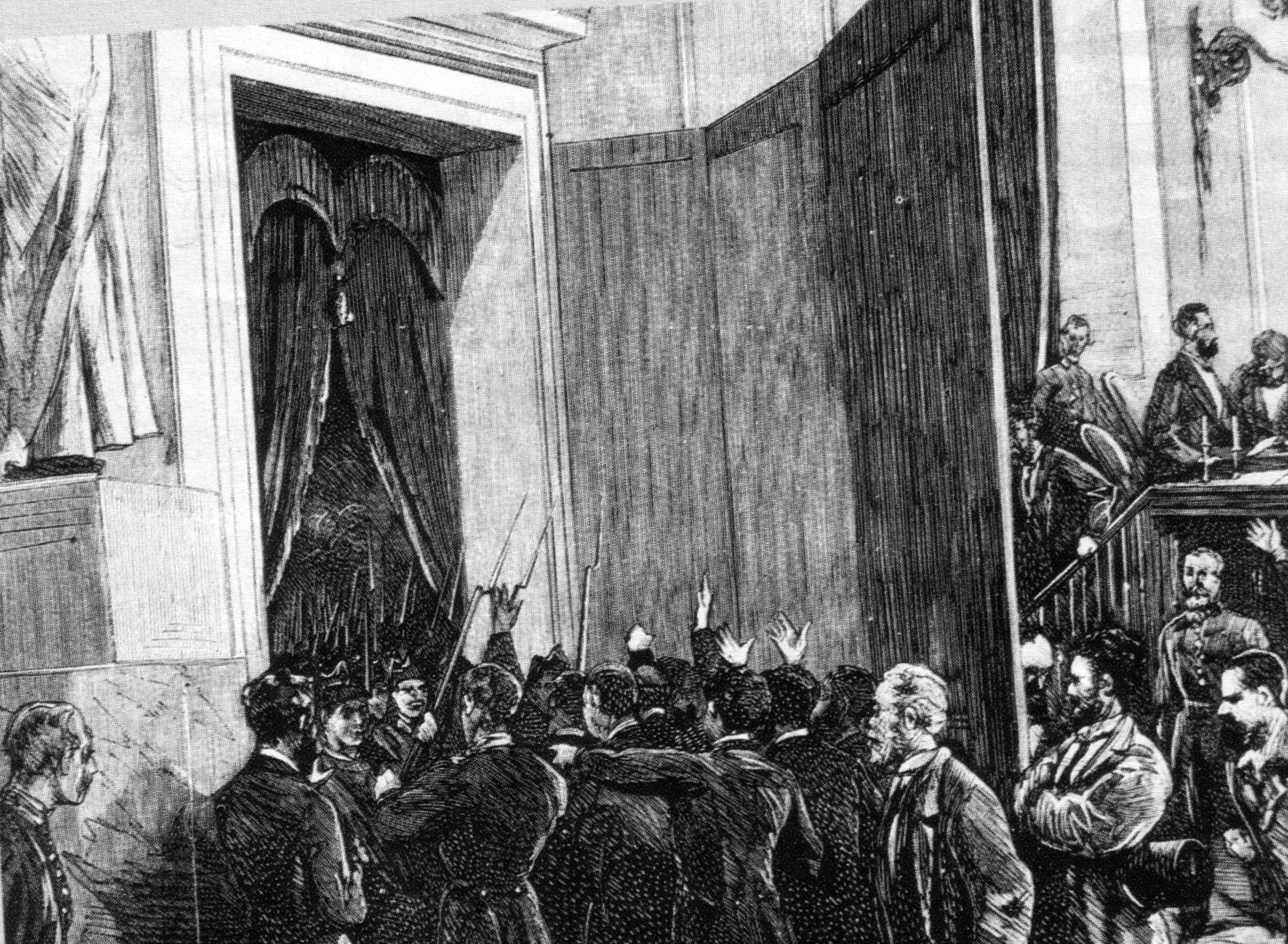
Moment wejścia żołnierzy do Kongresu Deputowanych, 3 stycznia 1874

Przerwa w pracach parlamentu nie trwała długo – wobec chaosu wywołanego powstaniem kantonalistów i eskalacją trzeciej wojny karlistowskiej zwołał na 2 stycznia 1874 roku posiedzenie Kortezów by poddać ocenie pracę swojego rządu i uzyskać specjalne kompetencje, mające mu pomóc uratować Republikę przed zupełną dyskredytacją.
Sesję otwarto 2 stycznia i federaliści od razu przystąpili do ataków na Emilio Castelara, który jednak miał poparcie kapitana generalnego Madrytu (gubernatora wojskowego), generała Manuela Pavía. Dwie przeciwne siły groziły przerwaniem obrad Kortezów – z jednej strony federaliści chcący pozbawić Castelara stanowiska, z drugiej zaś popierające prezydenta wojsko, zdecydowane nie dopuścić do jego porażki w starciu z federalistami.
Kiedy Castelar przegrywał głosowanie (119 głosów do 101), co oznaczało jego dymisję i przewodniczący Kortezów Nicolás Salmerón przystępował do procedury wyboru nowego szefa egzekutywy, oddziały podlegające kapitanowi generalnemu były już w drodze.
Generał Pavía ze swym sztabem ulokował się na placu przed budynkiem Kortezów i wysłał dwóch adiutantów, którzy mieli zmusić przewodniczącego Salmerona do rozwiązania posiedzenia i opuszczenia budynku przez wszystkich deputowanych w przeciągu 5 minut. Funkcjonariusze Guardia Civil, którzy ochraniali budynek Kongresu Deputowanych przeszli pod rozkazy generała i obsadzili korytarze, nie wchodząc jednak do sali plenarnej. Pięć minut przed siódma rano, kiedy miało się już odbyć głosowanie nad kandydaturą federalisty Eduardo Palanca, Salmerón otrzymawszy rozkaz generała Pavía, odroczył głosowanie i poinformował deputowanych o ultimatum. Pospiesznie opuścili oni budynek; skala histerii była tak wielka, że niektórzy wychodzili przez okna. Zaskoczony generał pytał: Ależ Panowie, po co skakać przez okno, jeśli można wyjść przez drzwi?. Manuel Pavía, republikanin unitarysta, zaproponował by Castelar pozostał na stanowisku, jednak ten odmówił.
Wydarzenia te doprowadziły do faktycznego końca Republiki Hiszpańskiej, która oficjalnie istniała jeszcze prawie rok.

## Republika unitarna
12 stycznia generał López Dominguez wkroczył do Kartageny kończąc istnienie niepodległego Kantonu. Inicjator jego powstania, Antonete Gálvez, zdołał jednak z tysiącem towarzyszy uciec do Oranu fregatą pancerną Numancia. Skazany na wygnanie Gálvez powrócił jednak w czasach Restauracji do swojej rodzinnej miejscowości Torreagüera w Murcji dzięki przyjaźni z późniejszym szefem rządu króla Alfonsa XII Antonio Cánovas del Castillo.
Wobec odmowy Castelara, sformowaniem rządu zajął się generał Francisco Serrano Domínguez, który świeżo powrócił z Biarritz we Francji, gdzie przebywał na wygnaniu za udział w próbie zamachu stanu z 23 kwietnia 1873 roku. Do rządu weszli monarchiści, konserwatyści i republikanie unitaryści; nie zaproszono tylko federalistów.
Francisco Serrano, 63-letni książę de la Torre, dawny współpracownik i regent Izabeli II objął urząd Przewodniczącego Władzy Wykonawczej. Ogłosił Hiszpanię republiką unitarną i nie przejmując się Kortezami sprawował faktycznie władzę dyktatorską. Podczas jego rządów upadł ostatni ze zbuntowanych kantonów – Kartagena i Serrano skoncentrował swoje wysiłki na trzeciej wojnie karlistowskiej.
Już po kilku miesiącach, 13 maja, przekazał kierowanie rządem Juanowi de Zavala y de la Puente, żeby osobiście zająć się działaniami przeciw karlistom na północy kraju. 3 września ostatnim szefem rządu Republiki został Práxedes Mateo Sagasta..

## Koniec Pierwszej Republiki Hiszpańskiej
29 grudnia 1874 roku monarchista, generał Arsenio Martínez Campos w miejscowości Sagunto opowiedział się za przywróceniem na tron dynastii Burbonów w osobie Alfonsa Burbona, syna królowej Izabeli II. Rząd Sagasty nie sprzeciwił się temu, dopuszczając do restauracji monarchii. Osobą najbardziej zasłużoną dla sprawy Burbonów był prawdopodobnie Antonio Cánovas del Castillo, który jednak był zwolennikiem rozwiązań demokratycznych.
Aż do roku 1931 republikanie hiszpańscy świętowali 11 lutego, w rocznicę proklamowania Pierwszej Republiki. Później obchody przeniosły się na 14 kwietnia, rocznicę proklamowania Drugiej Republiki, która w latach 1932–1938 była świętem narodowym.